# Steven Daigle
Steven Daigle (* 24. Mai 1973 in Opelousas, Louisiana) ist ein US-amerikanischer Pornodarsteller. Als Teilnehmer der 10. Staffel der US-amerikanischen Version von Big Brother wurde er einer breiten Öffentlichkeit bekannt.

## Leben
Steven Daigle studierte Geografie und schloss sein Studium an der Sam Houston State University und der University of North Texas mit einem Bachelor in Landwirtschaft/Marketing und mit einem Masterabschluss in Angewandter Geografie ab. Anschließend arbeitete er als geografischer Systemanalytiker für eine Beratungsfirma. In seiner Freizeit trat er auch beim Rodeo an. Bekannt wurde er in den Vereinigten Staaten als Teilnehmer an der 10. Staffel der Fernsehshow Big Brother im Jahr 2008. Er war der zweite Kandidat, der das Haus verlassen musste und gab eine emotionale Abschiedsrede.
Kurz nach seiner Teilnahme lernte er Chi Chi LaRue kennen. Die beiden freundeten sich an und nach etwa einem Jahr wagte Daigle den Sprung in die Pornoindustrie. Nachdem er nach seinen ersten Pornos für LaRue zunächst eher skeptisch als jemand betrachtet wurde, der seine Reality-TV-Präsenz für eine kurze Pornokarriere nutzen würde, etablierte er sich als schwuler Pornodarsteller. Bereits sein erster Titel Steven Daigle XXXposed wurde mit einem GayVN Award als am meisten ausgeliehener Titel des Jahres ausgezeichnet. 2011 erhielt er einen Grabby Award als „Bester Newcomer“. Im gleichen Jahr schockte er seine Fangemeinde mit einer Performance in einem Hetero-Pornofilm. Er verstand dies nicht als Publicity-Stunt, sondern als Beweis, dass er ein Darsteller ist, der Rollen übernehmen kann, mit denen er sich nicht identifiziert.
2013 überraschte er erneut seine Fangemeinde, als er für das Studio Treasure Island Media in einigen Pornos des Genres Bareback auftrat, bei denen bewusst auf Safer Sex verzichtet wird. Insbesondere sein Entdecker und Förderer Chi Chi LaRue gilt als Gegner dieses Stils. Seit 2013 erschien kein weiterer Film mit ihm.

## Privatleben
Steven Daigle war eine Zeitlang mit seinem Kollegen Trent Locke liiert. Im Oktober 2010 wurde er verhaftet, weil er diesen nach einem Streit zusammengeschlagen hatte. Das Paar trennte sich danach.

## Filmografie (Auswahl)
- 2008: Big Brother (Staffel 10)
- 2010: Steven Deagle XXXposed
- 2010: Police Academy Gangbang
- 2011: Gentlemen: Men in Suits
- 2011–2012: The MEN (Fernsehserie)
- 2012: HIS Dracula
- 2013: Cum Whore
- 2013: Steven Daigle Mega-Stud